# Theodore Kennedy
Theodore Samuel „Teeder“ Kennedy (* 12. Dezember 1925 in Humberstone, Ontario; † 14. August 2009 in Port Colborne, Ontario) war ein kanadischer Eishockeyspieler, der von 1943 bis 1957 für die Toronto Maple Leafs in der National Hockey League spielte.

## Karriere

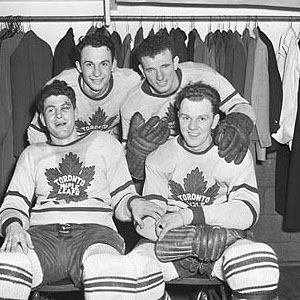
Ted Kennedy (oben rechts) mit Vic Lynn, Gus Mortson und Bud Poile im Umkleideraum der Toronto Maple Leafs (1946–47).

Schon mit 16 Jahren nahm Kennedy am Trainingslager der Montréal Canadiens teil, doch vom Heimweh geplagt verließ er dieses bald wieder. Frank Selke erwarb aus Montreal die Transferrechte an ihm und so spielte er ab der Saison 1942/43 für die Toronto Maple Leafs.
Er war kein guter Schlittschuhläufer, doch dank seiner Führungsqualitäten wurde er schnell ein wichtiges Mitglied des Teams. Er war sehr torgefährlich und in den Playoffs 1947/48 war er der erfolgreichste Scorer. Zusammen mit Howie Meeker und Vic Lynn bildete er die „Kid Line II“. Er wurde Mannschaftskapitän der Leafs, die dreimal in Folge den Stanley Cup gewinnen konnten. Da man in Toronto der Meinung war, er müsse mehr Aufmerksamkeit für seine Leistung erhalten, führte man 1955 die J. P. Bickell Trophy für den besten Spieler der Maple Leafs ein. In diesem Jahre wäre dies nicht nötig gewesen, da er die Hart Memorial Trophy gewinnen konnte. Daraufhin beendete er seine Karriere. Als in der folgenden Saison der Kader durch zahlreiche Verletzungen geschwächt war, kehrte er für 30 Spiele zurück. Eine besondere Stärke Kennedys war der Bully.
1966 wurde er mit der Aufnahme in die Hockey Hall of Fame geehrt.

## Sportliche Erfolge
- Stanley Cup: 1945, 1947, 1948, 1949 und 1951

### Persönliche Auszeichnungen
- Second All-Star Team: 1950, 1951 und 1954
- Hart Memorial Trophy: 1955